# John Alton
 John Alton (Johann Jacob Altmann: Sopron, Győr-Moson-Sopron, Imperio austrohúngaro, 5 de octubre de 1901 - Santa Mónica, California, 2 de junio de 1996) fue un director de fotografía húngaro de origen judío. Tuvo una extensa carrera artística en Estados Unidos, y también trabajó en algunas películas en Argentina durante la llamada Época de Oro del cine argentino.

## Carrera

### Primeras etapas
Comenzó su relación con la fotografía en la década de 1920 en Los Ángeles, primero como ayudante de laboratorio y luego como operador de cámara. Posteriormente se trasladó a Francia con Ernst Lubitsch a fin de filmar exteriores para El príncipe estudiante (1927) y finalmente se quedó en los estudios de Paramount Pictures de Joinville a cargo de la sección cámaras.
A comienzos de la década de 1930 los Estudios Lumiton, que habían construido en Buenos Aires nuevas y modernas instalaciones especialmente diseñadas para producir filmes y dotadas de los últimos adelantos técnicos, trajeron de Europa para hacerse cargo de la fotografía, a John Alton, quien realizó un aporte muy importante en la primera película del nuevo estudio, Los tres berretines (1933), filme en cuyos créditos no figura el nombre de su director Enrique Telémaco Susini, ni del guionista, ni del personal técnico, sino la leyenda “Versión cinematográfica, fotografía, sonido y laboratorio, Lumiton”. Este filme lanzó a Luis Sandrini al estrellato.
Con Los tres berretines, Alton comenzó en el campo de la fotografía argentina una importante labor formativa. Su estilo difería del que había conocido Daniel Tinayre cuando era ayudante en la Paramount Pictures Corporation en París; apartándose de la idea predominante en esa época de que la fotografía debía ser de foco perfecto, incisiva, cruda, Alton tenía preferencia por el uso de difusores y contraluces que luego difundiera el director Josef von Sternberg; sus enseñanzas en Argentina permitieron ir dejando de lado la llamada “luz argentina” consistente en una iluminación sin origen definido que se limitaba a alumbrar el decorado para que la acción quedara registrada fotográficamente pero sin poner nada en la película.
Lumiton le encomendó entonces la dirección de El hijo de papá (1933), que fue tal desastre que Sandrini, que la protagonizaba, compró todas las copias y las hizo desaparecer. La siguiente película, Puerta cerrada, la codirigió con Luis Saslavsky. De ella escribió esto el crítico Domingo Di Nubila: 

«[...] fue uno de los mejores entre los melodramas que combinaron arte y entretenimiento para atraer a todas las capas del público. Incluyó una fina, colorida y traviesa pintura de época, interesó con las vueltas de la trama, arrancó lágrimas en los picos emocionales en que Libertad Lamarque desplegó toda la potencia de su comunicatividad y contó con un elenco donde Sebastián Chiola y Angelina Pagano impidieron que algunos resbalones folletinescos fueran caídas. No sucedió lo mismo con otras figuras en pasajes cómicos caricaturescos. Sedujo también con las imágenes de John Alton, quien con una fotografía tan bella como funcional para el estilo y los climas narrativos mostró su maduración como artista de la luz y su complementación con las inquietudes estéticas de Saslavsky, también servidas por la escenografía de Raúl Soldi, la colaboración artística de Ernesto Arancibia, la asistencia de Enrique Cahen Salaberry, el montaje de Carlos Rinaldi y la música incidental de Mario Maurano.»

En 1936 Alton dejó Lumiton y pasó a Argentina Sono Film para colaborar en Amalia y allí se vinculó con los directores de fotografía Antonio Merayo y  Alberto Etchebehere, que se habían iniciado filmando con el Film Revista de Federico Valle y experimentando lo concerniente a la fotografía y que incluso habían inventado el sistema de sobreimprimir los títulos en las películas extranjeras.

### Retorno a Hollywood
Al final de la década de 1930 retornó a Hollywood para convertirse en uno de los fotógrafos más valorados del cine norteamericano. Como no pudiera ubicarse en los grandes estudios, trabajó en otros de segunda línea, entre ellos la compañía Republic, una empresa dedicada a la realización de películas de clase-B que se enorgullecía de la calidad de su fotografía. Luego se incorporó a la Armada y sirvió en el Cuerpo de Señales alcanzando el grado de capitán. 

### Nueva etapa en Hollywood y relación con Anthony Mann

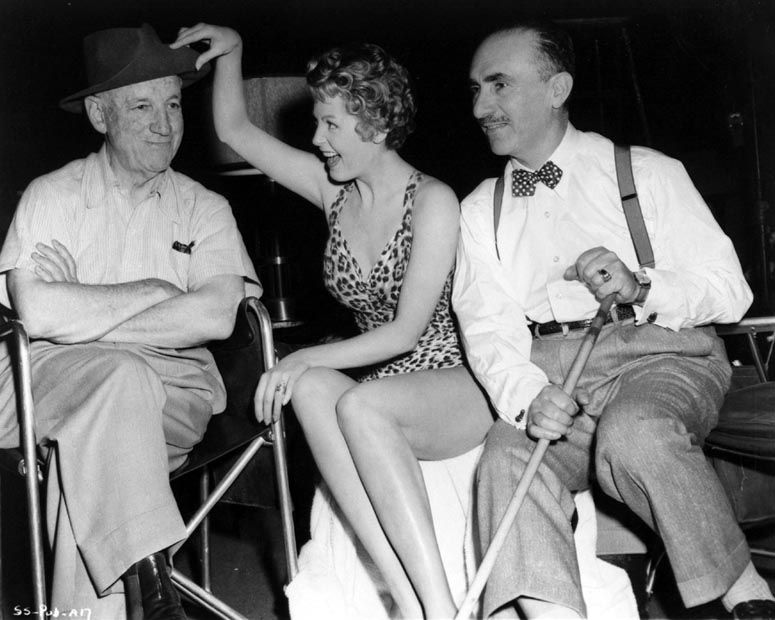
Foto publicitaria tomada durante el rodaje de la película de 1956 Slightly Scarlet: el director Allan Dwan, la actriz Arlene Dahl, y Alton.

Al regresar a Hollywood trabajó en estudios como RKO y Monogram y para 1947 tenía más de 30 filmes clase-B realizados. Es a partir de ese año cuando comienza a ser reconocido como un importante director de fotografía, inicialmente gracias a su asociación con el director Anthony Mann en la película de acción de bajo presupuesto La brigada suicida ('T-Men' en inglés), que aun hoy asombra por el riesgo asumido al filmarla en blanco y negro. Alton decía que había encontrado en Mann un director que pensaba como él, que no sólo aceptaba su estilo sino que además se lo reclamaba. El fotógrafo explicaba: “en tanto los otros fotógrafos iluminaban para mostrar, poniendo mucha luz para que los espectadores puedan ver todo, él usaba la luz para crear el clima. Todas mis películas se ven diferentes, y eso me distingue. La gente pide por mí, yo juego, los Estudios generalmente objetan porque tienen la idea de que el público debe ver todo, pero cuando comencé a filmar en blanco y negro el público comenzó a entender que todo tenía una finalidad."
El trabajo de Mann y Alton fue advertido por la Metro-Goldwyn-Mayer, que los contrató para una película cercana al modelo de 'T-Men'. El uso del claroscuro en la iluminación dio una majestuosa belleza a los paisajes, pero los tonos oscuros del filme y sus modestas pretensiones estaban lejos de lo que pretendía la MGM, que cuando aparece el filme quedó atónita ya que no se parecía en nada a lo que pensaban que una película debía ser. Alton estaba bien visto por los productores, que apreciaban el ahorro de costo y la velocidad de sus métodos de trabajo pero en cambio era menos popular entre los operadores de cámara acostumbrados a laborar con gran cantidad de luz, muchos más asistentes y con mucho más tiempo para determinar las posibles composiciones y esquemas de iluminación. Alton contó que a menudo había dejado de lado ideas no convencionales, específicamente en la MGM, pero que siempre había vuelto a ellas.
La velocidad con la cual determinaba la iluminación en el set de filmación se explicaba por su poder de observación que le permitía conocer de antemano, y utilizando pocos asistentes, lo que había que hacer, y por ello la empresa no tenía inconveniente en pagarle mucho más que a otros por su trabajo.
Continuó su carrera en Hollywood hasta su última película estrenada en 1960, Elmer Gantry (El fuego y la palabra) de Richard Brooks, director con el que colaboró en varias ocasiones. También trabajó, entre otros, con los directores Allan Dwan (Ligeramente escarlata, de 1956), el ya mencionado Anthony Mann y Vincente Minnelli, por cuya película musical Un americano en París (1951) Alton ganó el Oscar a la Mejor Fotografía.
A principios de la década de 1960 se retiró casi definitivamente de su actividad, sin embargo, regresó para realizar su única contribución a la televisión: el episodio piloto de la serie Misión: Imposible, lanzado en 1966. También, John Alton fue autor de un libro de referencia sobre la fotografía cinematográfica: Painting with Light, publicado en 1949.

## Filmografía
Director de fotografía
- Der Mann, der den Mord beging (1930)
- L'homme qui assassina (1930)
- Los tres berretines (1933)
- El hijo de papá (1933)
- Crimen a las tres (1935)
- Escala en la ciudad (1935)
- Puerto Nuevo (1936)
- Compañeros (1936)
- Loco lindo (1936)
- Tararira (la bohemia de hoy) (1936)
- ¡Goal! (1936)
- Amalia (1936)
- El pobre Pérez (1937)
- Palermo (1937)
- Madreselva (1938)
- Puerta cerrada (1938)
- Cadetes de San Martín (1939)
- El último encuentro (1938)
- Caminito de gloria (1939)
- Doce mujeres (1939)
- El matrero (1939)
- Meet Dr. Christian (1939)
- Remedy for Riches (1940)
- Dr. Christian Meets the Women (1940)
- Three Faces West (1940)
- The Courageous Dr. Christian (1940)
- The Devil Pays Off (1941)
- Forced Landing (1941)
- Melody for Three (1941)
- Power Dive (1941)
- Mr. District Attorney in the Carter Case (1941)
- The Affairs of Jimmy Valentine (1942)
- Ice-Capades Revue (1942)
- Johnny Doughboy (1942)
- Moonlight Masquerade (1942)
- Pardon My Stripes (1942)
- The Sultan's Daughter (1943)
- La mujer y el monstruo (1944)
- Lake Placid Serenade (1944)
- Tormenta sobre Lisboa (1944)
- Enemy of Women (1944)
- Atlantic City (1944)
- Girls of the Big House (1945)
- Song of Mexico (1944)
- Love, Honor and Goodbye (1945)
- I Was a Criminal (1945)
- Affairs of Geraldine (1946)
- A Guy Could Change (1946)
- The Madonna's Secret (1946)
- Murder in the Music Hall (1946)
- One Exciting Week (1946)
- The Magnificent Rogue (1947)
- The Ghost Goes Wild (1947)
- Hit Parade of 1947 (1947)
- The Trespasser (1947)
- Winter Wonderland (1947)
- Wyoming (1947)
- Bury Me Dead (1947)
- Yo soy mi asesino (1947)
- Driftwood (1948)
- Orden: Caza sin cuartel (1948)
- Hollow Triumph (1948)
- The Amazing Mr. X (1948)
- Canon City (1948)
- La brigada suicida (1948)
- Border Incident (1949)
- The Crooked Way (1949)
- Capitán China (1949)
- El reinado del terror (1949)
- Red Stallion in the Rockies (1949)
- La calle del misterio (1950)
- El padre de la novia (1950)
- Grounds for Marriage (1950)
- La puerta del diablo (1950)
- Un americano en París (1951) (fotografía del ballet)
- El caso O'Hara (1951)
- El padre es abuelo (1951)
- It's a Big Country (1951)
- Talk About a Stranger (1952)
- Washington Story (1952)
- Apache War Smoke (1952)
- Cuenta las horas (1952)
- Battle Circus (1952)
- Hombres de infantería (1953)
- I, the Jury (1953)
- La reina de Montana (1954)
- Filón de plata (1954)
- El único testigo (1954)
- Duffy of San Quentin (1954)
- Horizontes de odio (1954)
- El jugador (1955)
- Agente especial (1955)
- La perla del sur del Pacífico (1955)
- Huida a Birmania (1955)
- La casa de té de la luna de agosto (1956)
- Ligeramente escarlata (1956)
- The Catered Affair (1956)
- Té y simpatía (1956)
- Designing Woman (1957)
- Los hermanos Karamazov (1958)
- Corazones solitarios (1958)
- Twelve to the Moon (1960)
- Elmer Gantry o El fuego y la palabra (1960)

Director
- El hijo de papá (1934)
- Puerta cerrada (1939)

Guionista
- El hijo de papá (1934)

Productor
- El hijo de papá (1934)

## Premios y distinciones
Premios Óscar
| Año  | Categoría                | Película              | Resultado |
| ---- | ------------------------ | --------------------- | --------- |
| 1952 | Mejor fotografía - Color | Un americano en París | Ganador   |